# Evernote
 Evernote è un'applicazione progettata per prendere appunti, organizzare, gestire le attività e archiviare. È sviluppato da Evernote Corporation, che ha sede a Redwood City, in California. L'app consente agli utenti di creare note, che possono essere testo, disegni, fotografie o contenuti web salvati. Le note sono memorizzate in blocchi note e possono essere taggate, annotate, modificate, cercate, arricchite con allegati ed esportate. 
Evernote è multipiattaforma e supporta Android, iOS, macOS e Microsoft Windows. È ad uso gratuito con limiti di utilizzo mensili e offre piani a pagamento per limiti estesi o revocati.

## Azienda

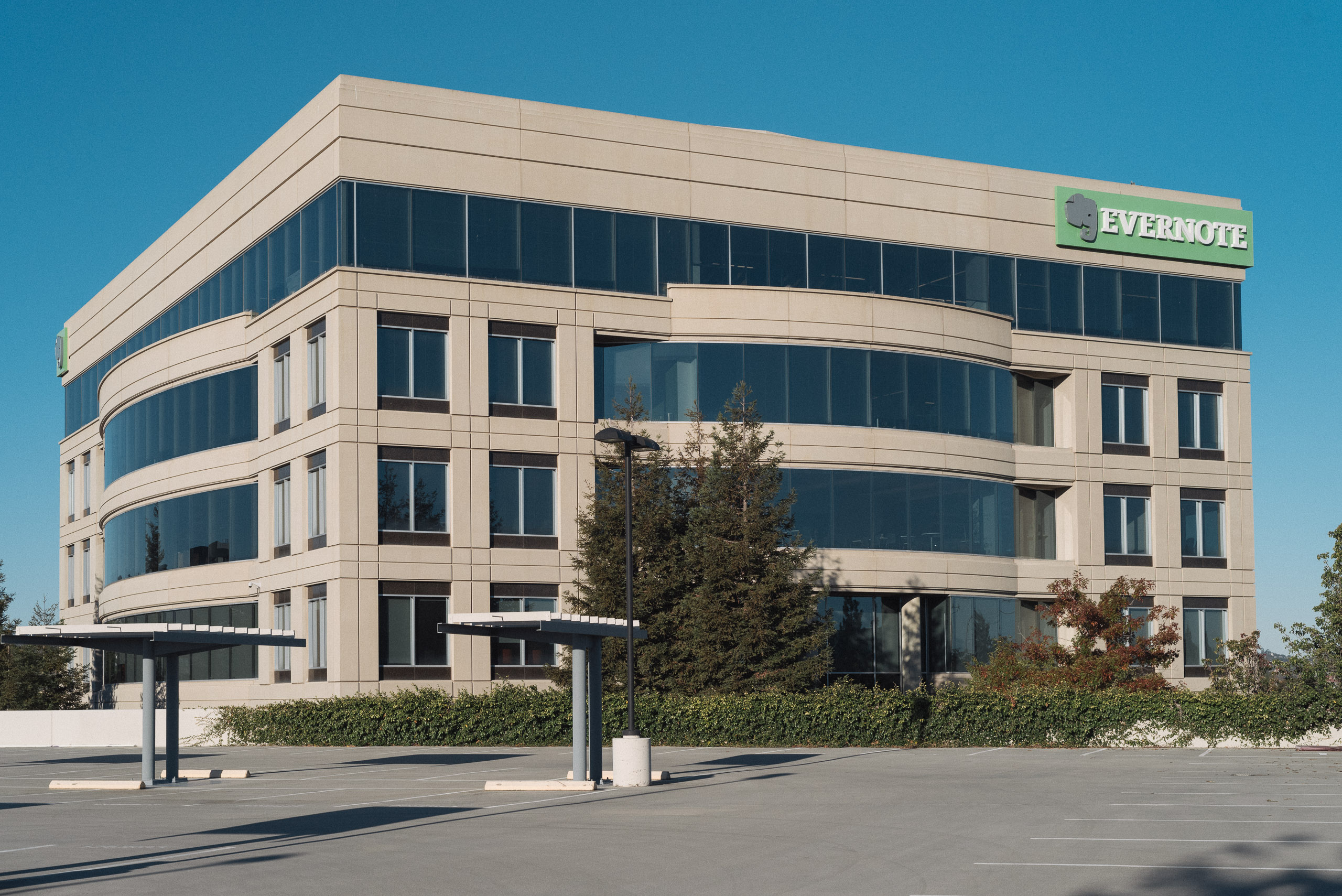
Sede della Evernote Corporation a Redwood City, California (2016)

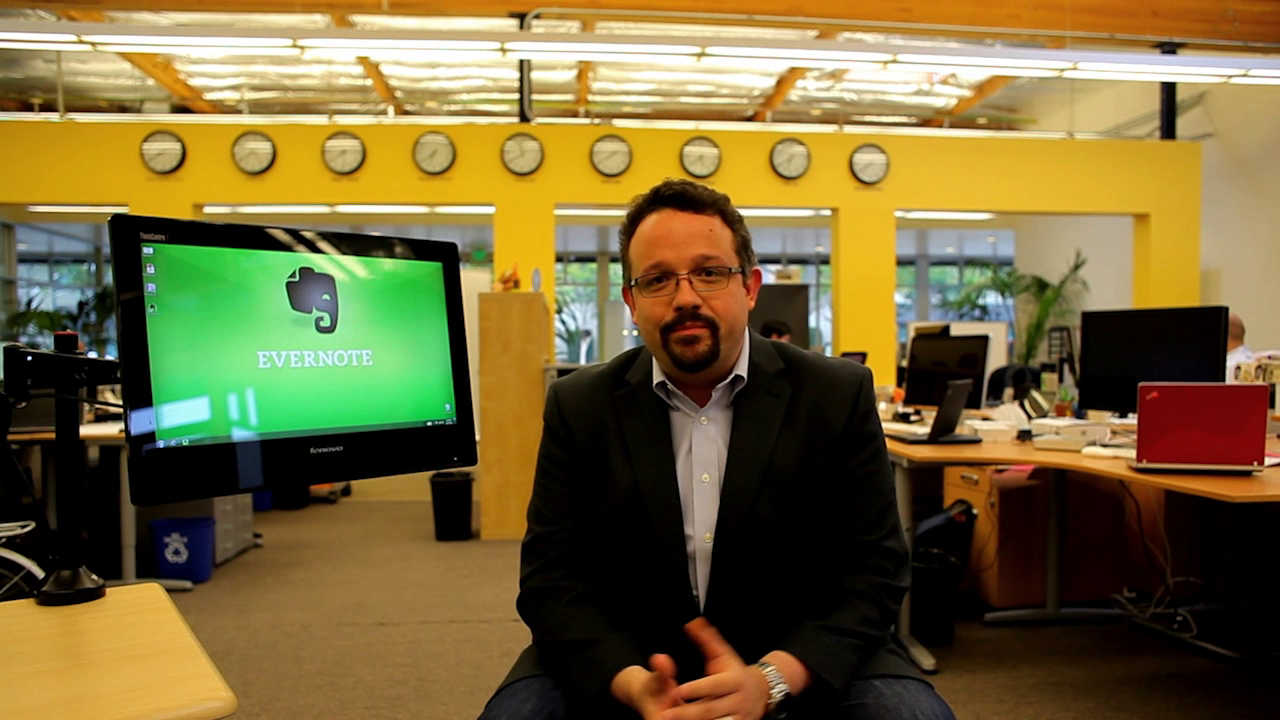
Phil Libin, co-fondatore, ex CEO e attuale presidente esecutivo della Evernote Corporation

Fondato da Stepan Pachikov, il servizio web Evernote è stato lanciato in open beta il 24 giugno 2008 e ha raggiunto 11 milioni di utenti nel luglio 2011. Nell'ottobre 2010, sotto l'ex CEO Phil Libin, la società ha raccolto un round di finanziamento da 20 milioni di dollari guidato da DoCoMo Capital con la partecipazione di Morgenthaler Ventures e Sequoia Capital. Da allora, la società ha raccolto ulteriori $ 50 milioni in finanziamenti guidati da Sequoia Capital e Morgenthaler Ventures e altri $ 70 milioni in finanziamenti guidati da Meritech Capital e CBC Capital.
Il 30 novembre 2012 Evernote ha raccolto altri $ 85 milioni in finanziamenti guidati da AGC Equity Partners/m8 Capital e Valiant Capital Partners. Il 9 novembre 2014, Evernote ha raccolto altri 20 milioni di dollari in finanziamenti da Nikkei, Inc. Il 7 maggio 2013 TechCrunch ha riportato che Evernote ha lanciato Yinxiang Biji Business nel mercato cinese alla Global Internet Mobile Conference. Linda Kozlowski è stata nominata Chief Operating Officer di Evernote nel giugno 2015, dopo oltre due anni di attività con l'azienda, lasciando però l'incarico prima della fine dell'anno.
Libin si è dimesso da CEO nel luglio 2015 ed è stato sostituito dall'ex dirigente di Google Glass, Chris O'Neill. Nell'ottobre 2015, Evernote Corp. ha annunciato il licenziamento del 18% della propria forza lavoro e che avrebbe chiuso tre uffici globali su 10. Nel febbraio 2017, il CEO O'Neill ha dichiarato in un post sul blog che l'attività era ritornata positiva sul flusso di cassa. Sequoia Capital, uno degli azionisti di Evernote, ha dichiarato: "È fantastico quando un'azienda inizia a raccogliere ogni giorno capitale non diluitivo, il che si chiama reddito". 
Nell'agosto 2018, il CEO Anirban Kundu, il CFO Vincent Toolan, il CPO Erik Wrobel e il capo delle risorse umane Michelle Wagner hanno lasciato l'azienda. Wrobel e Wagner erano entrambi entrati nel 2016. Il 18 settembre 2018, 54 dipendenti - circa il 15% della forza lavoro - sono stati licenziati. In un post sul blog, O'Neill ha dichiarato: "Dopo un 2017 di successo, ho fissato obiettivi incredibilmente aggressivi per Evernote nel 2018. Sebbene siamo cresciuti costantemente, abbiamo impegnato troppe risorse troppo rapidamente. Abbiamo sviluppato aree della nostra attività in modi che si sono dimostrati inefficienti. Per il futuro, razionalizzeremo alcune funzioni, come le vendite, in modo da poter continuare ad accelerare e ridimensionarne altre, come lo sviluppo del prodotto e l'ingegneria." Il 29 ottobre 2018 Evernote ha annunciato che Ian Small, ex CEO di TokBox, avrebbe sostituito O'Neill come CEO dell'azienda.

## Architettura

### Codifica e versioni
Nel 2010, il linguaggio di programmazione utilizzato per scrivere il software Evernote è stato modificato dal C# per la versione 3.5 al C++ nella versione 4.0 per migliorare le prestazioni.

### Data entry
Oltre all'immissione di note da tastiera digitate, Evernote supporta l'acquisizione di immagini da telecamere su dispositivi supportati e la registrazione di note vocali. In alcune situazioni, il testo che appare nelle immagini acquisite può essere riconosciuto tramite OCR e annotato. Evernote supporta anche schermi touch e tablet con riconoscimento della scrittura.
I plug-in web-clipping di Evernote sono disponibili per i browser internet più diffusi che consentono di catturare e ritagliare sezioni contrassegnate di pagine web su Evernote. Se nessuna sezione di una pagina Web è stata evidenziata, Evernote può tagliare l'intera pagina. Evernote supporta inoltre la possibilità di inviare e-mail di note al servizio, consentendo l'inserimento automatico di note tramite regole o filtri di e-mail.
Laddove sia disponibile hardware supportato, Evernote può aggiungere automaticamente tag di geolocalizzazione alle note. 

A partire da novembre 2018, Evernote Pro si integra direttamente con Google Drive, Microsoft Outlook, Microsoft Teams e Slack e aggiunge un'integrazione con Salesforce. Tutte le versioni di Evernote supportano anche IFTTT e Zapier. Nel 2013, Evernote ha deprecato la sua integrazione diretta con Twitter a favore di questi servizi di terze parti. 

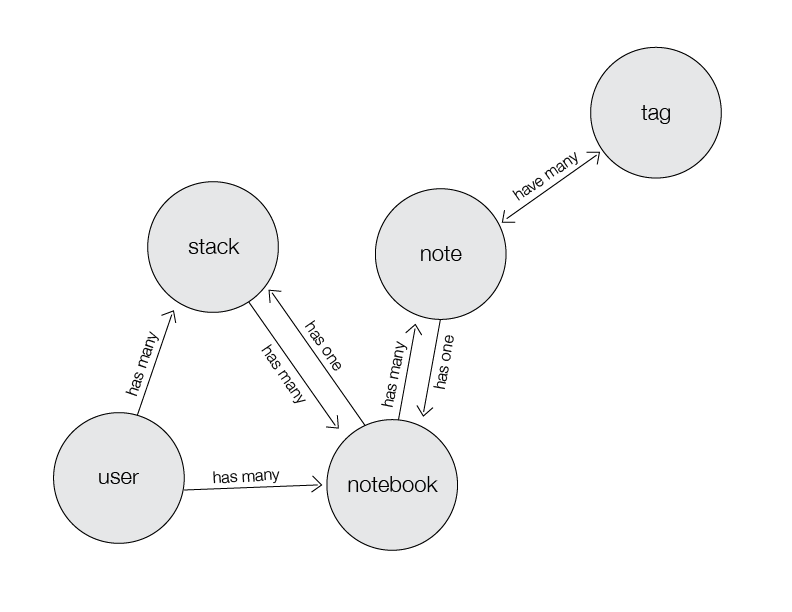
Modello informativo per Evernote
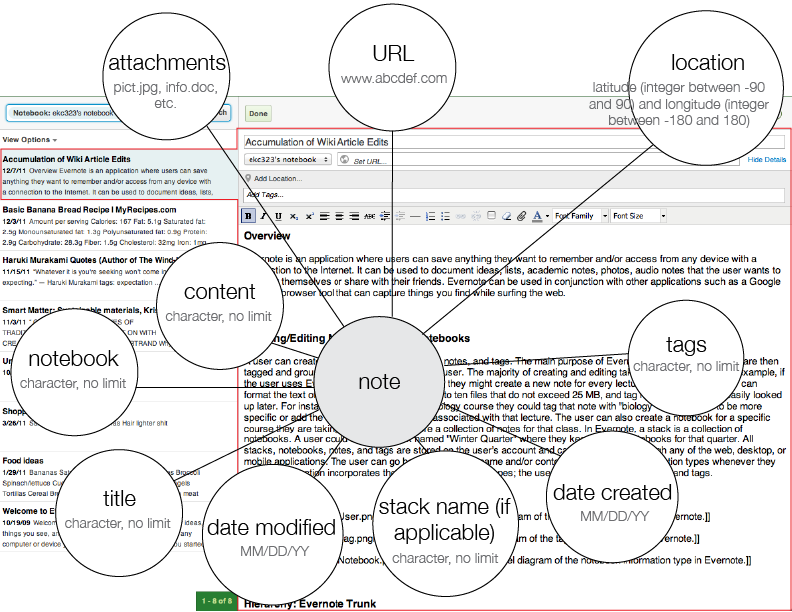
Modello del tipo di informazioni per le note in Evernote
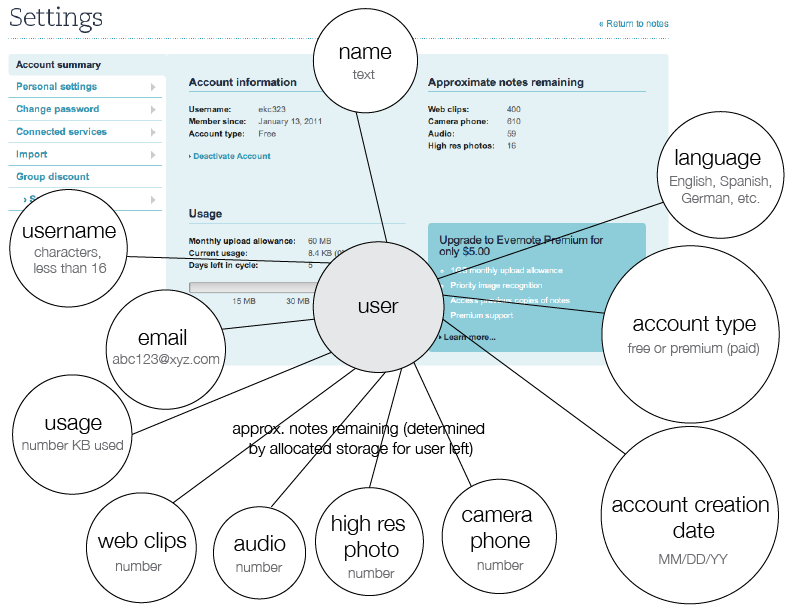
Modello del tipo di informazioni per gli utenti in Evernote

#### Archiviazione e accesso ai dati
Sui sistemi operativi supportati, Evernote consente agli utenti di archiviare e modificare note sul proprio computer in locale, sfruttando un database SQLite.
Gli utenti con accesso a Internet e un account Evernote possono anche sincronizzare automaticamente le loro note con una copia master conservata sui server Evernote. Questo approccio consente a un utente di accedere e modificare i propri dati su più macchine e sistemi operativi, ma anche di visualizzare, inserire e modificare i dati quando non è disponibile una connessione a Internet. Le note non sono criptate localmente ma sono criptate nel cloud, in transito e a riposo, sui server di Google, con crittografia AES-256. 
Laddove il software client Evernote non sia disponibile, i titolari di account online possono accedere al loro archivio di note tramite un'interfaccia web o un dispositivo multimediale. Il servizio consente inoltre di condividere i file selezionati per consentire la visualizzazione e la modifica da parte di altri utenti.

## Account

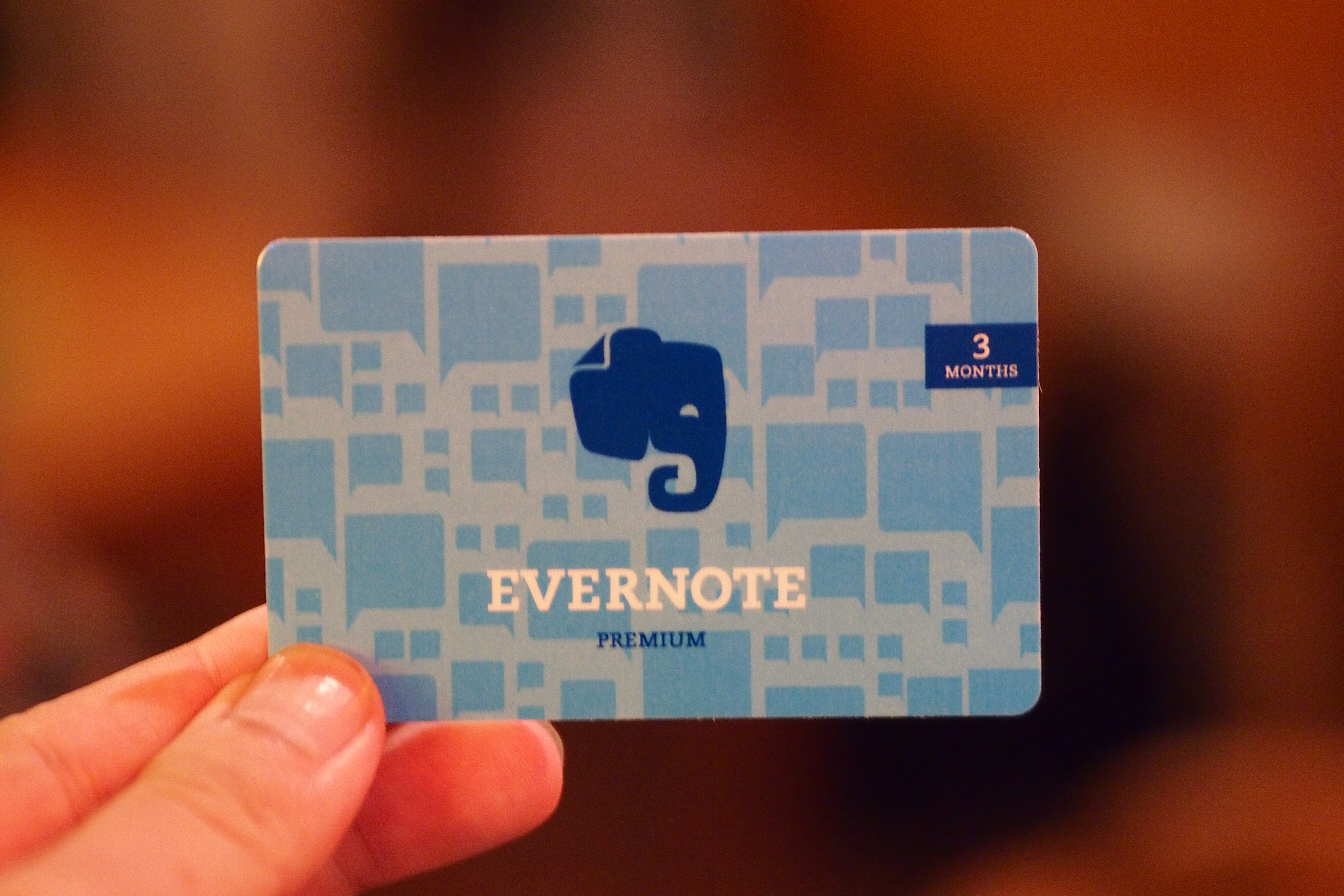
Buono regalo Evernote Premium.

Evernote è un servizio online gratuito che permette agli utenti di passare a un account Plus*, Premium o Business. Gli account Evernote gratuiti, Plus* e Premium hanno un limite massimo di 100.000 note e 250 blocchi appunti.
I clienti Basic possono caricare 60 MB di dati ogni mese. I clienti Plus* hanno un limite di upload di 1 GB, note offline sui dispositivi mobili e blocco passcode sempre per dispositivi mobili. Le e-mail possono anche essere inviate all'account Evernote personale.
Agli abbonati Premium vengono concessi 10 GB di nuovi dati caricati ogni mese, un riconoscimento più rapido delle parole nelle immagini, una maggiore sicurezza, annotazione PDF, Context, in cui si possono vedere note e articoli di notizie, che sono correlati alla nota aperta e alla possibilità di cercare testo all'interno documenti PDF. Ricevono anche opzioni aggiuntive per la condivisione di blocchi appunti. Ognuno dei tipi di account gratuiti, Plus* e Premium consente la condivisione dei blocchi appunti con altri utenti Evernote; tuttavia, gli account si distinguono per funzionalità di modifica. Per quanto riguarda i blocchi appunti condivisi, le autorizzazioni di modifica per i titolari di account non pagati possono essere concesse solo agli abbonati Evernote premium. Il servizio gratuito non rende i file disponibili offline su dispositivi iOS e Android; mentre a volte sono disponibili dalla cache, la modifica di questi file può causare conflitti durante la sincronizzazione. 
Con la versione completa di Evernote Business, gli utenti sincronizzano e visualizzano i documenti di lavoro attraverso una varietà di piattaforme, come Mac, iPhone e iPad, Web, Windows e dispositivi Android. I file che possono essere caricati includono fogli di calcolo, presentazioni, note e modelli di progettazione. Inoltre, gli amministratori possono monitorare i progressi dell'azienda e i singoli dipendenti tramite la console di amministrazione.
Nel giugno 2016, Evernote ha annunciato la limitazione per gli utenti Basic a due dispositivi all'anno e ha aumentato i prezzi per i suoi servizi premium. Gli utenti Evernote non paganti possono sincronizzare le note tra due dispositivi. Plus* consente agli utenti di archiviare le note offline e caricare fino a 1 GB di file, mentre Premium aggiunge funzionalità di analisi dei documenti e 10 GB di spazio di archiviazione aggiuntivo.
Dall'inizio di aprile 2018, Evernote Plus non è stato più disponibile per l'acquisto. Tuttavia, gli utenti iscritti han potuto mantenerlo fintanto che il loro abbonamento è rimasto attivo.

## Piattaforme supportate
I client Evernote sono disponibili per Android, BlackBerry (incluso BlackBerry Playbook), Google Wave, iOS (iPad, iPhone e iPod Touch), macOS, Maemo, Microsoft Windows, Windows Mobile, Windows Phone e WebOS, nonché in beta per Symbian S60 5th Edition. Inoltre, sono disponibili versioni portatili di Evernote per unità flash e unità U3. Al momento non esiste un client nativo ufficiale che supporti BSD o Linux, ma la società fornisce un'API per client Linux esterni.
Esistono sostanziali variazioni nelle funzionalità supportate su piattaforme diverse. Ad esempio, su Windows è possibile modificare documenti Rich Text Format e abbozzi; su Mac è possibile modificare rich text, ma solo visualizzare gli abbozzi; su iPad prima della versione 4.1.0 (agosto 2011) poteva essere modificato solo il testo in chiaro. 
Quando il software Evernote è installato in Windows o macOS, il supporto per il web clipping è installato come impostazione predefinita nei browser Internet Explorer e Safari. I plug-in web clipping Evernote sono disponibili anche per i browser Firefox, Google Chrome, Opera e Yandex e devono essere scaricati e installati separatamente dal rispettivo browser. 

L'e-mail-clipper Evernote viene installato automaticamente in Microsoft Office Outlook se la versione desktop è installata sullo stesso computer. Esiste anche un plug-in e-mail Thunderbird, che deve essere installato separatamente dal client Thunderbird. 

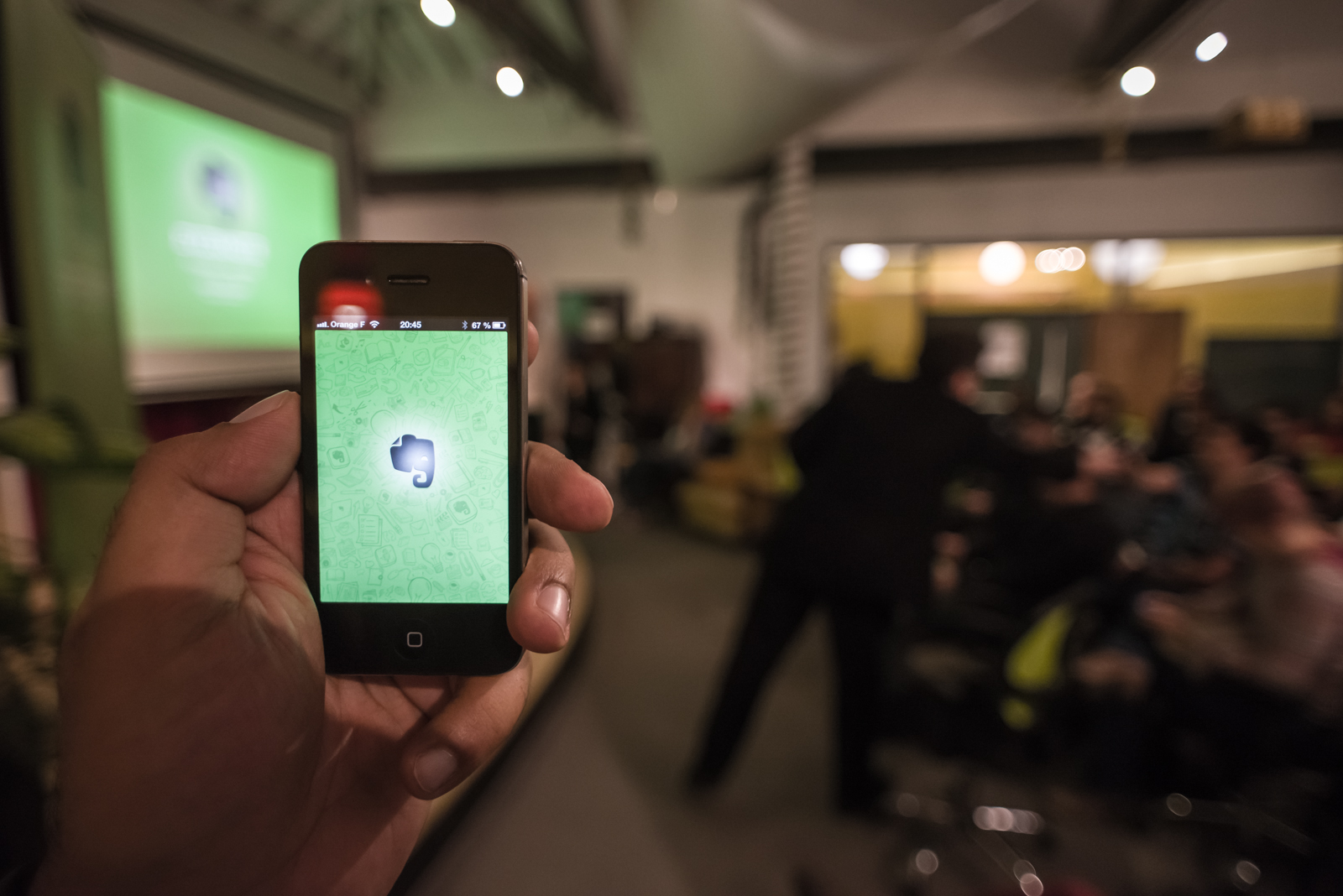
Client Evernote su un dispositivo iOS (iPhone 4/4S)
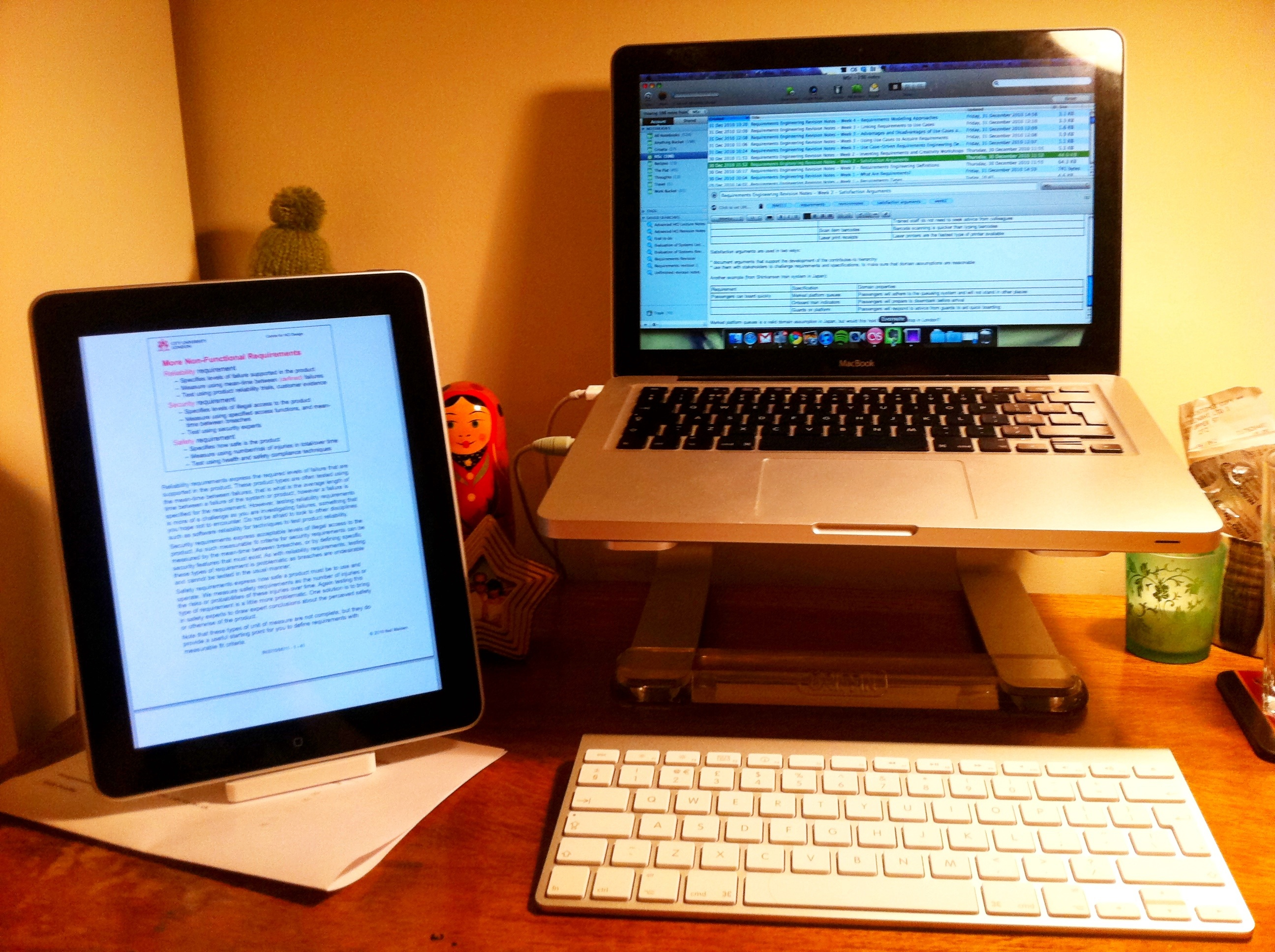
Evernote su un iPad e su un MacBook
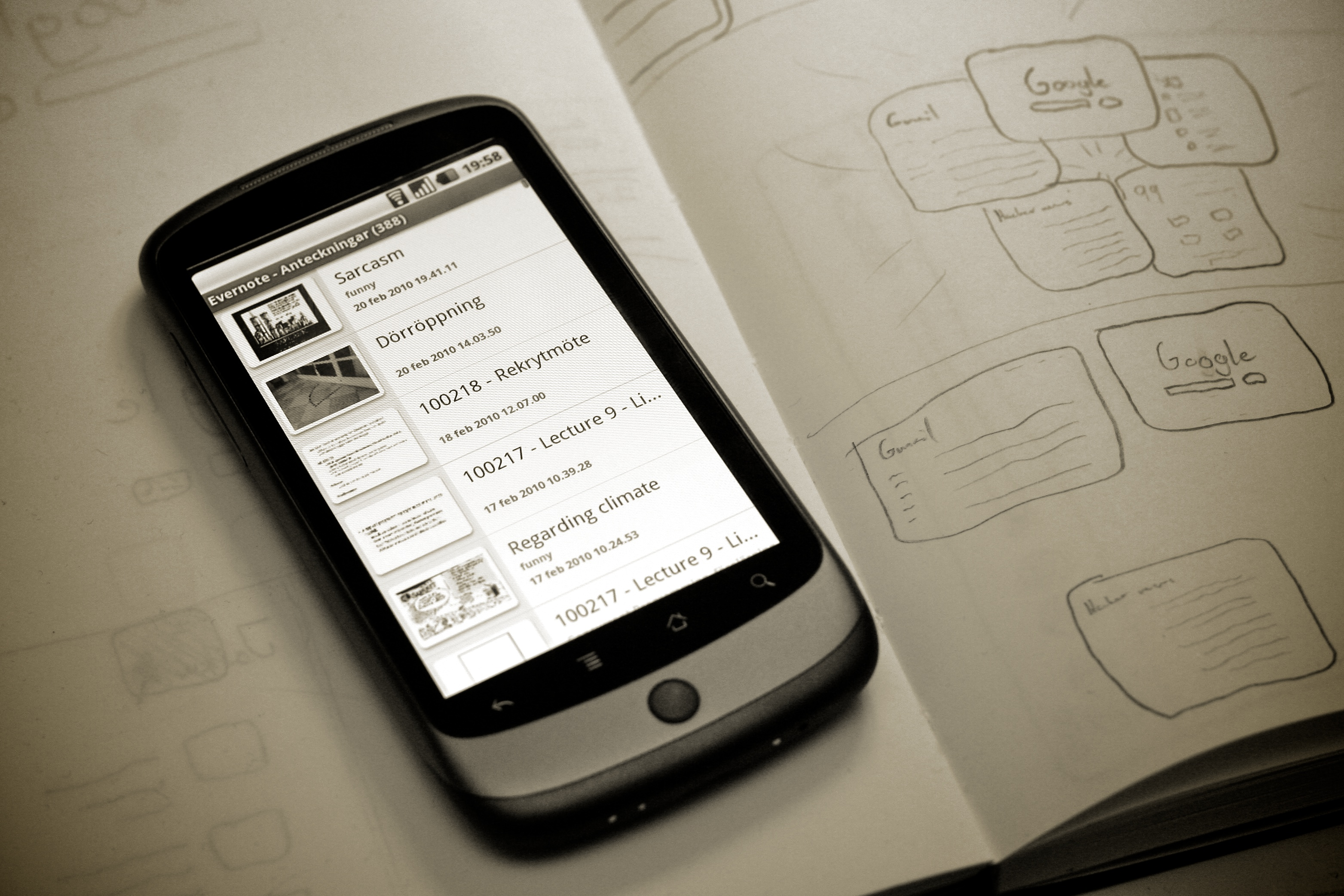
Client Evernote su un dispositivo Android (Nexus One)
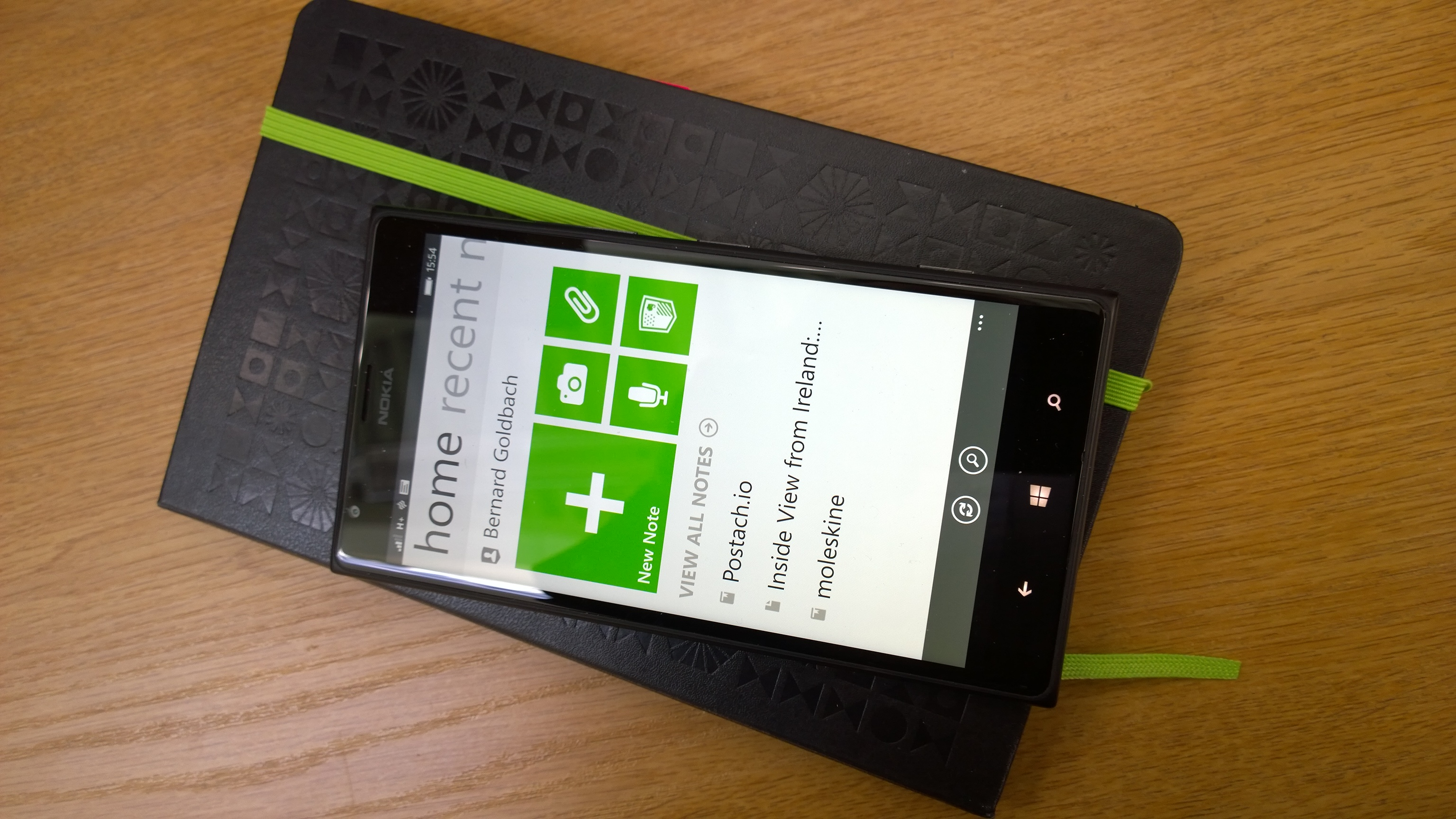
Client Evernote su un dispositivo Windows Phone (Nokia Lumia)

## App e strumenti

### Scannable
Scannable acquisisce rapidamente i documenti, trasformandoli in scansioni di alta qualità pronte per essere salvate o condivise.

### Skitch
Skitch è un'utilità gratuita di modifica e condivisione degli screenshot per OS X, iOS, Windows e Android. L'app consente all'utente di aggiungere forme e testo a un'immagine, quindi condividerla online. Le immagini possono anche essere esportate in vari formati. Originariamente sviluppato da Plasq, Skitch è stato acquisito da Evernote il 18 agosto 2011. Il 17 dicembre 2015, Evernote ha annunciato il termine del supporto a Skitch per Windows, Windows Touch, iOS e Android a partire dal 22 gennaio 2016. Evernote ha dichiarato che continuerà a offrire Skitch per Mac.

### Web Clipper
Evernote Web Clipper è una semplice estensione per il browser web che consente di acquisire articoli a pagina intera, immagini, testo selezionato, e-mail importanti e qualsiasi pagina web. 

## Partnership

### Deutsche Telekom
Il 25 marzo 2013, Evernote ha annunciato una partnership con Deutsche Telekom per fornire ai clienti tedeschi l'accesso gratuito a Evernote Premium per un anno. Nel gennaio 2014 la partnership è stata estesa ad altri mercati europei.

### Moleskine

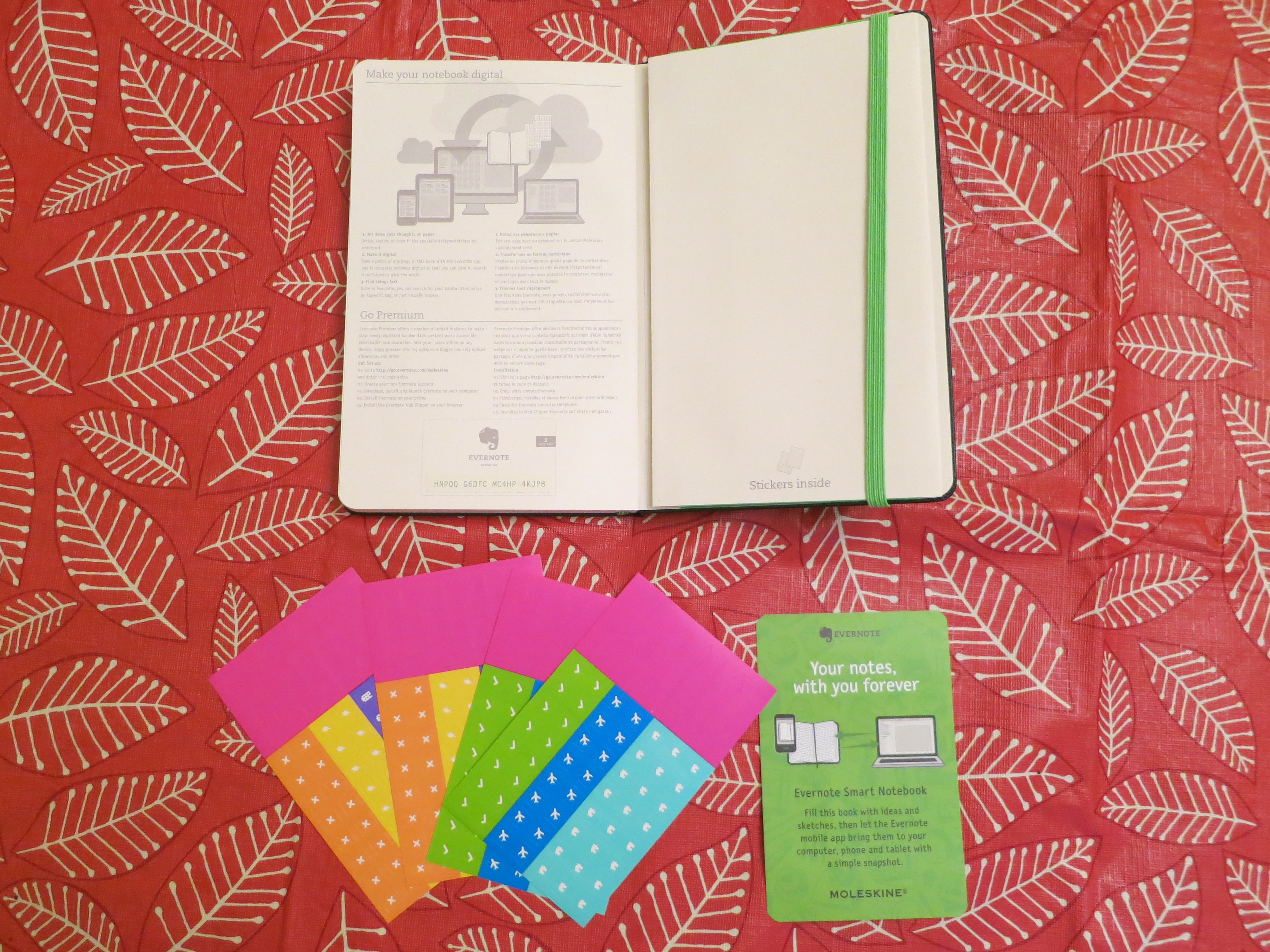
Evernote Smart Notebook.

Nell'agosto 2012, Moleskine ha collaborato con Evernote per produrre un blocco note digitale con pagine e adesivi appositamente progettati per la sincronizzazione con gli smartphone.

### Samsung
Tutti i phablet Samsung Galaxy Note 3 includevano un abbonamento annuale gratuito a Evernote Premium.

### Telefónica Digital
Il 13 agosto 2013, il New York Times ha riferito che Telefónica Digital ed Evernote avevano siglato un accordo di partnership globale, offrendo ai clienti brasiliani l'accesso gratuito a Evernote Premium per un anno. In base a questo accordo globale, è stata offerta la promozione anche agli utenti di Telefónica in Costa Rica, Guatemala, Panama, Regno Unito e Spagna.

## Incidenti

### Perdita di dati
Il servizio ha subito diversi casi di perdita di dati dei clienti.

### Attacchi denial-of-service
L'11 giugno 2014, Evernote ha subito un attacco denial-of-service distribuito paralizzante che ha impedito ai clienti di accedere alle loro informazioni; gli aggressori hanno chiesto un riscatto, che Evernote ha rifiutato di pagare. Un ulteriore attacco denial-of-service dell'8 agosto 2014 ha provocato un breve periodo di inattività per sul sito; il servizio è stato poi rapidamente ripristinato.

### Violazione della sicurezza
Il 2 marzo 2013, Evernote ha rivelato che degli hacker avevano acquisito l'accesso alla rete aziendale ed erano riusciti ad accedere alle informazioni degli utenti, inclusi nomi utente, indirizzi e-mail e password con hash. A tutti gli utenti è stato chiesto di ripristinare le password. A seguito di ciò, Evernote ha accelerato i piani per implementazione per l'autenticazione a due fattori, opzionale per tutti gli utenti.

### Polemiche sulla privacy
Nel dicembre 2016, Evernote ha annunciato che la sua politica sulla privacy sarebbe cambiata nel gennaio 2017, portando ad affermazioni secondo le quali la politica avrebbe permesso in alcune situazioni ai dipendenti dell'azienda di accedere ai dati degli utenti. In risposta alle preoccupazioni, Evernote si scusò e annunciò che la politica non sarebbe stata implementata e che i suoi dipendenti non avrebbero avuto accesso ad alcun dato degli utenti se gli utenti non avessero aderito.